# 坂東又三郎
坂東 又三郎（ばんどう またさぶろう、1853年/1854年（嘉永6年）ごろ - 1906年（明治39年））は歌舞伎役者。
守田座の出方中西重兵衛の次男に生まれた。本名四方八。
浅草柳盛座において、9代目市川團十郎に似せた演技により、「二銭団洲」（「入場料二銭の劇場の團十郎」の意味）の名で親しまれた。

## 経歴
1873年（明治6年）ごろ、師の6代目坂東三津五郎の死去により、大阪に移り、約6年間修業した。
1879年（明治12年）ごろ、名古屋に移り、坂東秀調_(2代目)一座に加わる。このとき、女形から立役となる。
1881年（明治14年）、東京に戻り、坂東三津右衛門の名で四谷桐座に出演。
1891年（明治24年）ごろから、坂東和好の名で柳盛座に出演。
1897年（明治30年）7月から、 晩年の12代目守田勘彌に弟子入り、坂東又三郎と改名して、浅草宮戸座に出演。
1899年（明治32年）8月31日、歌舞伎座に出演、この日限り入場料10銭として話題になった。演目は「酒井の太鼓」ほか。
1906年（明治39年）2月16日、持病の気管支喘息に 胃癌を併発して死去（『國民新聞』1906年2月18日）。享年53。谷中瑞輪寺_(台東区)に埋葬された。

## 芸風
- 9代目市川團十郎に似せようと、 顔を長く見せるため、額の生え際を剃り、 銭湯で剃り跡を軽石で磨いたりした。同じ築地に住み、机に書物を山積みにしていた。（「二錢團洲坂東和好」『 読売新聞』明治26年7月27日[6]）
- 「似て非なるものを指して二銭団洲という通語さえも出来た」「和好の芸を一度観て置かなくては劇通とはいわれない、というような一種の流行を作り出した」（岡本綺堂[3]）
- 「柄は小さいが、にらみがきいて、芸が大きく見えた」（渋沢青花[7]）